# Stammliste des Adelsgeschlechts Venningen
Die Stammliste der Herren von Venningen stellt die Verwandtschaftsbeziehungen der Herren von Venningen, einem in der frühen Neuzeit vor allem im Kraichgau um Sinsheim begüterten Adelsgeschlecht, dar.
Die Familie stammte wohl ursprünglich aus Unterfinningen. Die Familie war nicht verwandt mit der gleichnamigen Familie aus dem pfälzischen Venningen, die mit Florenz von Venningen († 1538) einen Kanzler der Kurpfalz stellte, aber bereits eine Generation nach diesem ausstarb.
Die Familie stellte mit Siegfried III. († 1459) und  Johann V. († 1478) Bischöfe in Speyer und Basel, außerdem erreichten Abkömmlinge der Familie höchste Ämter im Deutschen Orden und am Hof der Kurpfalz. Bedeutende Familiensitze der frühen Neuzeit befanden sich in Eichtersheim, Neidenstein, Grombach und Königsbach. Im frühen 18. Jahrhundert drohte die Familie auszusterben, als Carl Philipp von Venningen (1728–1797) im Kindesalter der letzte lebende männliche Nachkomme war. Auf ihn gehen alle heute lebenden Angehörigen der Familie zurück, die noch einen Teil ihrer angestammten Güter besitzen.

## Stammliste
Siegfried († 1345) ⚭ 1. Adelheid von Flehingen, 2. Guta von Mentzingen († 1345)
- Siegfried († 1393), Deutschmeister
- Albrecht († 1397) ⚭ Anna von Helmstatt
  - Margaretha ⚭ Conrad von Adelsheim
- Adelheid ⚭ Ulrich von Flehingen
- Eberhard († um 1401) ⚭ Adelheid von Winterbach († 1396), Linie Neidenstein
  - Anna ⚭ Hans von Helmstatt gen. von Rosenberg
  - Siegfried († 1420), Abt in Odenheim
  - Albrecht († 1418) ⚭ Christina von Dorenkeim
    - Albrecht († 1501) ⚭ Margareta von Ramstein
- Johann († 1394), Faut zu Wildberg, ⚭ Anna von Osweil, Linie Eschelbronn
  - Johann d. Ä. († 1425) ⚭ Agnes von Lauten, Linke Neidensteiner Linie († 1612)
    - Hugo
    - Eberhard
    - Dietrich († 1439), Domherr in Würzburg
    - Johann († 1432), pfälzischer Hofmeister, ⚭ 1. Margret von Zeiskam, 2. Margret von Lustadt
      - (1) Johann V. († 1478), Bischof von Basel
      - Siegfried († vor 1444) ⚭ Christina von Niefern
        - Margareta ⚭ N. von Lichtenstein
        - Conrad († vor 1461)
        - Johann († vor 1490) ⚭ Catharina von Bemberg
          - Margaretha ⚭ 1. N. von Hoheneck, 2. Volmar Leselia zu Lichtersheim
          - Stephan († 1530) ⚭ Margarete von Gemmingen, kinderlos
          - Anna ⚭ Hans Christoph von Zyllnhardt zu Ettlingen
          - Wolfgang, Deutschordensmeister
          - Conrad († 1532), badischer Rat und Landhofmeister, ⚭ Maria von Hirschhorn († nach 1556)
            - Christoph († 1545), württembergischer Rat und Obervogt zu Vaihingen
              - Conrad ⚭ Anna Wolfskehl von Reichenberg († um 1558)
              - Friedrich († 1573/8?)
                - Anna Magdalena ⚭ Johann Christoph von Flörsheim († 1614)
                - Clara Anna († um 1614)

            - Erasmus († 1589), Obervogt in Neuenbürg, ⚭ Siguna von Frundsberg
              - Ottheinrich († 1611), auf Neidenstein, unverheiratet und kinderlos
              - Wolf Ulrich († 1599) ⚭ Barbara von Flörsheim
              - Magdalena († 1603) ⚭ Raphael von Helmstatt
              - Margaretha († 1593) ⚭ Hans Ulrich Landschad von Steinach
              - Anna Maria († 1582) ⚭ Franz von Sickingen (1539–1597)

            - Johann Moritz († um 1577), Ritter des Johanniterordens
            - Dorothea († 1540) ⚭ 1. Wolf Greck von Kochendorf, 2. Friedrich von Stockheim (1509–1556)
            - Margaretha ⚭ Johann Wolf von Bettendorff († 1584)

      - Jost († 1455), Deutschmeister
      - (2) Dietrich († 1454), pfälzischer Hofmeister, ⚭ Margaretha von Handschuhsheim
        - Anna ⚭ 1. Ulrich von Rechberg, 2. Dietrich (Dieter) von Gemmingen-Guttenberg († 1467)

    - Conrad († 1428), Deutschordensritter
    - Anna

  - Anna ⚭ Egen Germann
  - Johann der Jüngere (der Einäugige), Faut auf dem Steinsberg, ⚭ Gutta Maurer von Angelloch († 1432)
    - Dietrich († 1439), Domherr zu Würzburg
    - Conrad, Deutschordensherr
    - Johann († 1444), Vizdom zu Neustadt, ⚭ Adelheid von Frauenberg
      - Johann († um 1468), Faut zu Heidelberg, ⚭ Margarethe von Lamsheim
      - Anna ⚭ Bernhard Kalb von Reinheim
      - Margareta ⚭ Herbert Eckenbrecht von Dirmstein
      - Eucharius († 1505) ⚭ 1. Christine von Niefern, 2. Margaretha von Windeck
        - Barbara ⚭ Hans von Wallbrunn
        - Anna ⚭ Joachim Von Seckendorff
        - Bernhard ⚭ Marianne von Nippenburg
          - Johann ⚭ Anna von Gültlingen
            - Dorothea ⚭ 1. Otto von Hirschhorn, 2. Heinrich Schilling von Canstatt († 1523)

  - Elisabeth († 1438)
- Siegfried († 1384), Herr zu Waibstadt, ⚭ Genta von Rüdt, Linie Daisbach
  - Dudo († 1386), Stiftsherr in Wimpfen
  - Ludwig
  - Conrad († 1415), Herr zu Waibstadt und Daisbach, ⚭ Polly Nothhaft zu Hohenberg
    - Peterse ⚭ Rupert Stettenberger
    - Anna ⚭ Raban (Ravan) von Gemmingen
    - Conrad († 1446), Herr zu Daisbach, ⚭ Ottilie von Sickingen
      - Ottilia ⚭ Conrad von Lamersheim
      - Margaretha ⚭ Raban von Helmstatt
      - N.N. ⚭ Matthias von Rammung
        - Matthias von Rammung (1417–1478), Bischof von Speyer
- Catharina ⚭ Friedrich von Seinsheim
- Diether d. Ä. († um 1386), Herr zu Hilsbach, ⚭ 1. N von Ehrenberg, 2. Bete von Massenbach, Linie Hilsbach
  - Johann, Deutschordenskomtur in Ulm
  - Erpf (Erpho)
  - Eberhard († 1398) ⚭ Else von Fellberg
    - Siegfried III. († 1459), Bischof in Speyer
    - Eberhard, Speyrer Hofmeister, ⚭ Agnes von Dottenheim († um 1488)
      - Georg († um 1502), Herr zu Hilsbach, ⚭ Catharina von Helmstatt
        - Otto
        - Margaretha († 1550) ⚭ Engelhard IV. von Hirschhorn (1485–1550)
        - Anna († 1508) ⚭ Bernhard Goeler von Ravensburg (1480–1554)
        - Johann Hypolyt ⚭ N. von Sternfels
        - Catharina ⚭ Philipp Ullner von Diepurg
        - Ludwig († 1559), Herr zu Zuzenhausen, ⚭ Agnes Nothaft von Hohenberg († 1545)
          - Catherina, Nonne in Kloster Neuburg
          - Amalie, Nonne in Kloster Neuburg
          - Barbara ⚭ Hans von Weingarten
          - Elisabeth ⚭ Conrad Kolb von Wartenberg
          - Margaretha ⚭ 1. Joachim von Seckendorff, 2. Seyffardt von Oberkirch
          - Ursula ⚭ 1. Carl Echter von Mespelbrunn, 2. Werner von Zayskam, 3. Ludwig von Stabsburg
          - Georg Siegfried († 1589)
          - Anna († 1549) ⚭ Paul von der Lachen
          - Helena ⚭ 1. Paul Schlüder von Fachen, 2. N. Kistner, 3. Heinrich Jacob von Ripurg
          - Sibylla († 1609) ⚭ Friedrich von Bettendorff (1524–1580)
          - Ludwig, badischer Hofmeister, ⚭ Anna Clara von Neipperg († 1576)
            - Johann Philipp ⚭ Maria von Freiberg († 1586)
            - Catharine ⚭ Hans Adam Hofwarth von Kirchheim

          - Johann, Obervogt in Lauffen, ⚭ 1. Maria von Neipperg, 2. Gutraud von Schwalbach
            - Volprecht (jung gestorben)
            - Georg Konrad ⚭ Amalia von Leutersheim
            - Anna Elisabeth ⚭ Hans Pleikard von Pemmingen-Steinegg (1546–1603)
            - Barbara ⚭ Hans Diepold von Gemmingen zu Mühlhausen (1554–1612)
            - Sibylla (1557–1605) ⚭ Jacob Eberhard von Reischach-Reichenstein (1563–1630)
            - Wilhelm († 1590) ⚭ Helena von Helmstatt
              - Johann Adam (jung gestorben)

            - Philipp Ludwig ⚭ N. von Gemmingen († um 1597)
              - Johann Wolfgang ⚭ Amalie von Neipperg

            - Georg Christoph ⚭ 1. Anna Magdalena von Gemmingen-Guttenberg, 2. Margaretha von Helmstatt
              - Anna ⚭ Peter von Helmstatt
              - Johann Dietrich († 1619) ⚭ Anna Rosina von Thalheim
              - Maria Agatha Anna († 1632) ⚭ Eberhard von Gemmingen-Bürg (1583–1635)

          - Eberhard († 1574), Herr zu Eichtersheim, ⚭ Magdalena Landschad von Steinach
            - Anna Maria († 1585) ⚭ Philipp Christoph Lemlin († 1596)
            - Margaretha ⚭ Caspar von Kaltenthal zu Osweil
            - Dorothea ⚭ Johann Jacob von Reischach zu Reichenstein (1529–1591)
            - Agnes ⚭ Erasmus von Helmstatt († 1608)
            - Pleikard ⚭ Maria von Venningen
              - Magdalena ⚭ Ludwig Christoph von Venningen, pfälz. Jägermeister

            - Georg ⚭ Eva Böcklin von Böcklinsau († 1589)
              - Magdalena ⚭ Leonhard von Plitschberg († 1624)
              - Anna Maria ⚭ Claudius Alis
              - Ludwig Christoph, pfälz. Jägermeister, ⚭ Magdalena von Venningen
                - Anna Elisabeth († 1631)
                - Georg Pleikard († um 1651)

              - Philipp Erasmus († 1625) ⚭ Catharine von Bernfels
                - Eva ⚭ Georg Wilhelm Waldner von Freundstein (1583–1640)
                - Friedrich Christoph († 1624)
                - Georg Hannibal († 1652) ⚭ Susanna von Andlaw
                  - Georg Siegfried († um 1690)

              - Egenolf ⚭ 1. Elisabeth von Wattenwyl, 2. Maria Cleophé Wetzler von Marsilien
                - Friedrich
                - Philipp Ludwig († 1678), pfälz. Jagdmeister, ⚭ Maria Catharina von Rathsamshausen
                  - Eberhard Friedrich (1642–1710), Generalleutnant, ⚭ Eva Elisabeth von Wolzogen auf Missingdorf
                    - Carl (1684–1718), Oberamtmann in Oppenheim, ⚭ Sophia Luisa von Degenfeld († 1737)
                      - Helena Elisabetha Juliana ⚭ Christoph Friedrich von und zu der Thann (1697–1770)

                  - Johann Georg
                  - Anna Eleonore ⚭ Georg Gottfried von Rathsamhausen
                  - Anna Leonore ⚭ N. von Breiten-Landenberg
                  - N.N. (Tochter) ⚭ N. von Bernstein
                  - Maria Ernestine ⚭ Calr Valentin von Helmstatt zu Bischofsheim
                  - Carl Friedrich († 1684)
                  - Johann Gustav († um 1713)
                  - Philipp Egolph († 1708) ⚭ Marie Philippine von Rathsamhausen
                  - Johann Augustin († 1713) ⚭ Agnes von Chalon
                    - Florentine Christine († 1695)
                    - Conrad Plato († 1695)
                    - Friedrich († 1690)
                    - Carl Ludwig († 1698)
                    - Johann Philipp Franz Friedrich († 1716)
                    - Carl Ferdinand (1693–1731) ⚭ Elisabeth Claudia von Reitzenstein
                      - Christian († 1731 im Kindesalter)
                      - Maria Anna (1719–1794) ⚭ Carl Ferdinand von Hatzfeld (1712–1766)
                        - Franz Ludwig von Hatzfeldt (1756–1827)

                      - Carl Philipp (1728–1797), Regierungspräsident, ⚭ Maria Anna von Hutten zu Stolzenberg († 1781)
                        - Marie Auguste (1751–1812), Priorin im Damenstift Frauenalb
                        - Franziska Amalia (1753–1826) ⚭ Johann Nepomuk von Pfirdt († 1826)
                        - Josefa Barbara (1754–1757)
                        - Carl Franz Philipp (1756–1757)
                        - Friedrich Anton Josef (*/† 1758)
                        - Charlotte ⚭ Johann Graf von Isendorn zu Blois
                        - Josef Ignaz Caspar (1760–1761)
                        - Maria Anna (1762–1811), Stiftsdame in Köln
                        - Franz Anton (1763–1799), Ältere Eichtersheimer Linie † 1907
                          - Friederika Josefa (1787–1807) ⚭ 1805 Johannes Philipp Christoph von Degenfeld (1773–1842)
                          - Maria Franziska (1790–1858) ⚭ 1807 Johannes Philipp Christoph von Degenfeld (1773–1842)
                          - Friedrich Carl Josef (1789–1793)
                          - Anna Walburga (1792–1813) ⚭ Clemens Wenzel von Thünefeld und Ursensollen
                          - Caroline Charlotte (1798–1866) ⚭ Constantin Freiherr von Roggenbach (1794–1876)
                          - Carl Theodor (1796–1821)
                          - Friedrich Carl Josef (1794–1870) ⚭ Anna Ferdinande Specht von Bubenheim (1797–1867)
                            - Clemens Anton (1820–1864) ⚭ 1862 Agnes von Degenfeld-Schonburg (* 1838)
                              - Marie Ernestine Josefine (* 1863)

                            - Hermann Philipp (* 1838)
                            - Henriette (* 1822)
                            - Carl Eugen (* 1824)  ⚭ 1865 Agnes von Degenfeld-Schonburg (* 1838)

                        - Philipp Anton (1765–1832), Domherr in Trier und Wimpfen
                        - Friedrich Anton (1765–1832) ⚭ Maria Anna Freiin von Dalberg Jüngere Grombacher Linie
                          - Augusta (1807–1836) ⚭ Wilhelm von Künsberg
                          - Stefanie Adriana (1809–1848) ⚭ Maximilian Josef von Waldkirch (1804–1886)
                          - Philipp Anton Heribert (1808–1836), Herr auf Aspach und Riegerting
                          - Carl Theodor Heribert (1806–1874) ⚭ Jane Digby (1807–1881)
                            - Bertha (* 1834)
                            - Heribert Ludwig (1833–1895) ⚭ Gabriele Antoinette Adele von Paumgarten (1845–1871)
                              - Carl (1866–1914)
                              - Kurt (1867–1883)
                              - Max Heribert Hermann (1869–1935) ⚭ 1. Ruth Gräfin von Kospoth (1880–1914), 2. Hedwig Gräfin Schaffgotsch gen. Semperfrei von und zu Kynast und Greiffenstein (1889–1967)[3]
                                - Max Ferdinand Karl (1902–1964) ⚭ Hedwig Gräfin von Maldeghem (1909–1993)[4]
                                  - Marie Gabriele (* 1934)
                                  - Karl Heribert Ludwig (* 1936), auf Riegerting
                                  - Alexander (* 1938), auf Neidenstein, ⚭ Monika von Aichinger (* 1941)
                                    - Maximilian (* 1982)
                                    - Marie-Sophie (* 1977) ⚭ Nikolaus von Lüninck (* 1970)

                                  - Monika (* 1940) ⚭ Yves Cuvelier d’Oresmieux (1913–2005)
                                  - Maximilian (* 1943) ⚭ Jacqueline Pouget (* 1947)
                                    - Hélène (* 1976)
                                    - Philipp (* 1982)

                                - Gabriele Eleonore (* 1903)

                        - Josef Anton (1767–1768)

            - Johann Christoph ⚭ 1. Ursula von Berlichingen, 2. Anna Benedicta von Mentzingen, 3. Philippine Jacobea von Gemmingen-Guttenberg, 4. Elisabeth von Angeloch
              - Eberhard († 1621)
              - Barbara Anna ⚭ Philipp Christoph von Venningen
              - Georg Philipp ⚭ 1. Catharina Elisabeth von Aschhausen, 2. Eva von Berlichingen
                - Friedrich Reinhard ⚭ Anna Rosina von Eyb
                  - Johann Friedrich ⚭ Augusta Isabella Harant von Pollschütz
                    - Wilhelm Friedrich († 1675)
                    - Johann Lorentz Adam Anton († 1701)
                    - Augusta Eleonora ⚭ Johann Baptist von Kaiserstein

                - Philipp Ernst ⚭ Ursula Christina Landschad von Steinach
                  - Johann Christoph († 1704), kinderlos
                  - Johann Gustav († 1692), kinderlos
                  - Carl Friedrich († um 1692)
                  - Ludwig Johann († um 1700)
                  - Ursula Marie Sibylla († um 1705)
                  - Georg Friedrich († 1718) ⚭ Bernhardine Juliane Göler von Ravensburg (1672–1740)
                    - Juliane Charlotte Maria († 1702)

                  - Rosina Susanna († 1733), Äbtissin im Kraichgauer Damenstift

            - Philipp Christoph, Faut zu Bruchsal, ⚭ Agnes von Dienheim
              - Eberhard († 1644), Domherr in Wimpfen, Eichstädt, Bruchsal
              - Georg Christoph († 1623), Fähnrich
              - Anna Rosina
              - Maria Agatha ⚭ Hans Hofwarth von Kirchheim
              - Ursula Amalia ⚭ Adam Andreas von Riedesel († 1616)
              - Adolf, Domherr zu Speyer
              - Philipp Christoph († 1673) ⚭ Barbara Anna von Venningen
                - Ursula Philippine († 1690)
                - Rudolf Ernst († vor 1673)
                - Christine Barbara ⚭ Wolf Eberhard Capler von Oedheim

    - Dieter d. J., Herr zu Hilsbach, ⚭ 1. Elisabeth von Thalheim, 2. Elsa von Hornberg
      - Eberhard, Deutschordensritter
      - Diether
      - Elsa Margaretha
      - Simon
      - Zürich (?), erw. bei der Bischofsweihe Siegfrieds III.
      - Johann ⚭ 1. N. von Scheckingen, 2. Margaretha von Gültlingen
        - Erpf (Erpho) († um 1517)
        - Anna ⚭ Reinhard von Falkenstein
        - Schweikhard († um 1525) ⚭ N. von Wolfskehl

    - Nikolaus, Domkapitular in Speyer u. Würzburg
    - Margaretha ⚭ 1. N. von Stetten, 2. Hans von Rüdt-Bödigheim
    - Elsa ⚭ Conrad von Helmstatt